# Europese kampioenschappen veldlopen 2018
De 25e editie van de Europese kampioenschappen veldlopen vond 9 december 2018 plaats op het terrein van Safaripark Beekse Bergen in de Nederlandse gemeente Hilvarenbeek ten zuidoosten van Tilburg.

## Uitslagen

### Mannen Senioren
| Plaats | Atleet              | Land                | Tijd (min.s) |
| ------ | ------------------- | ------------------- | ------------ |
|        | Filip Ingebrigtsen  | Noorwegen           | 28.49        |
|        | Isaac Kimeli        | België              | 28.52        |
|        | Aras Kaya           | Turkije             | 28.56        |
| 4      | Kaan Kigen Özbilen  | Turkije             | 29.04        |
| 5      | Napoleon Solomon    | Zweden              | 29.12        |
| 6      | Yemaneberhan Crippa | Italië              | 29.14        |
| 7      | Polat Kemboi Arıkan | Turkije             | 29.14        |
| 8      | Adel Mechaal        | Spanje              | 29.20        |
| 9      | Marc Scot           | Verenigd Koninkrijk | 29.21        |
| 10     | Sean Tobin          | Ierland             | 29.22        |

| Plaats | Land                                                         | Punten           |
| ------ | ------------------------------------------------------------ | ---------------- |
|        | Turkije Aras Kaya Kaan Kigen Özbilen Polat Kemboi Arıkan     | 3 + 4 + 7 = 14   |
|        | Verenigd Koninkrijk Marc Scott Kristian Jones Dewi Griffiths | 9 + 12 + 13 = 34 |
|        | Italië Yemaneberhan Crippa Daniele Meucci Nekagenet Crippa   | 6 + 11 + 20 = 37 |

### Vrouwen Senioren
| Plaats | Atleet                    | Land                | Tijd (min.s) |
| ------ | ------------------------- | ------------------- | ------------ |
|        | Yasemin Can               | Turkije             | 26.05        |
|        | Fabienne Schlumpf         | Zwitserland         | 26.06        |
|        | Karoline Bjerkeli Grøvdal | Noorwegen           | 26.07        |
| 4      | Susan Krumins             | Nederland           | 26.16        |
| 5      | Jip Vastenburg            | Nederland           | 26.45        |
| 6      | Elena Burkard             | Duitsland           | 26.53        |
| 7      | Charlotte Arter           | Verenigd Koninkrijk | 26.57        |
| 8      | Melissa Courtney          | Verenigd Koninkrijk | 26.59        |
| 9      | Pippa Woolven             | Verenigd Koninkrijk | 27.02        |
| 10     | Jess Piasecki             | Verenigd Koninkrijk | 27.03        |

| Plaats | Land                                                               | Punten           |
| ------ | ------------------------------------------------------------------ | ---------------- |
|        | Nederland Susan Krumins Jip Vastenburg Maureen Koster              | 4 + 5 + 11 = 20  |
|        | Verenigd Koninkrijk Charlotte Arter Melissa Courtney Pippa Woolven | 7 + 8 + 9 = 24   |
|        | Duitsland Elena Burkard Fabienne Amrhein Caterina Granz            | 6 + 19 + 25 = 50 |

### Senioren gemengde aflossing
| Plaats | Land                                                                            | Tijd  |
| ------ | ------------------------------------------------------------------------------- | ----- |
|        | Spanje Saúl Ordóñez Esther Guerrero Víctor Ruiz Solange Pereira                 | 16.10 |
|        | Frankrijk Alexis Miellet Rénelle Lamote Mahiedine Mekhissi Johanna Geyer-Carles | 16.12 |
|        | Wit-Rusland Arzjom Lohisch Ilona Iwanowa Sjarhej Platonau Wolha Nemahaj         | 16.21 |

### Mannen onder 23
| Plaats | Atleet         | Land                | Tijd (min.s) |
| ------ | -------------- | ------------------- | ------------ |
|        | Jimmy Gressier | Frankrijk           | 23.37        |
|        | Samuel Fitwi   | Duitsland           | 23.45        |
|        | Hugo Hay       | Frankrijk           | 23.48        |
| 4      | Ryan Forsyth   | Ierland             | 23.49        |
| 5      | Patrick Dever  | Verenigd Koninkrijk | 24.05        |
| 6      | Tariku Novales | Spanje              | 24.05        |
| 7      | Fabien Palcau  | Frankrijk           | 24.06        |
| 8      | Emile Cairess  | Verenigd Koninkrijk | 24.07        |
| 9      | Louis Gilavert | Frankrijk           | 24.11        |
| 10     | Adrian Ben     | Spanje              | 24.12        |

| Plaats | Land                                                            | Punten           |
| ------ | --------------------------------------------------------------- | ---------------- |
|        | Frankrijk Jimmy Gressier Hugo Hay Fabien Palcau                 | 1 + 3 + 7 = 11   |
|        | Verenigd Koninkrijk Patrick Dever Emile Cairess Mahamed Mahamed | 5 + 8 + 17 = 30  |
|        | Spanje Tariku Novales Adrian Ben Amin Houkmi                    | 6 + 10 + 26 = 42 |

### Vrouwen onder 23
| Plaats | Atleet             | Land                | Tijd (min.s) |
| ------ | ------------------ | ------------------- | ------------ |
|        | Anna Emilie Møller | Denemarken          | 20.34        |
|        | Anna Gehring       | Duitsland           | 20.36        |
|        | Weronika Pyzik     | Polen               | 20.46        |
| 4      | Chiara Scherrer    | Zwitserland         | 20.48        |
| 5      | Celia Antón        | Spanje              | 20.57        |
| 6      | Miriam Dattke      | Duitsland           | 20.58        |
| 7      | Amy Griffiths      | Verenigd Koninkrijk | 21.04        |
| 8      | Carmela Cardama    | Spanje              | 21.04        |
| 9      | Poppy Tank         | Verenigd Koninkrijk | 21.05        |
| 10     | Mathilde Senechal  | Frankrijk           | 21.06        |

| Plaats | Land                                                        | Punten          |
| ------ | ----------------------------------------------------------- | --------------- |
|        | Duitsland Anna Gehring Miriam Dattke Lisa Tertsch           | 2 + 6 + 14 = 22 |
|        | Spanje Celia Antón Carmela Cardama Marta García             | 5 + 8 + 12 = 25 |
|        | Verenigd Koninkrijk Amy Griffiths Poppy Tank Abbie Donnelly | 7 + 9 +17 = 33  |

### Mannen onder 20
| Plaats | Atleet              | Land                | Tijd (min.s) |
| ------ | ------------------- | ------------------- | ------------ |
|        | Jakob Ingebrigtsen  | Noorwegen           | 18.00        |
|        | Ouassim Oumaiz      | Spanje              | 18.09        |
|        | Elzan Bibić         | Servië              | 18.11        |
| 4      | Jake Heyward        | Verenigd Koninkrijk | 18.16        |
| 5      | Simen Halle Haugen  | Noorwegen           | 18.18        |
| 6      | Mohamed Mohumed     | Duitsland           | 18.27        |
| 7      | Mohamed-Amine Kodad | Frankrijk           | 18.28        |
| 8      | Ayetullah Aslanhan  | Turkije             | 18.45        |
| 9      | Nick Jäger          | Duitsland           | 18.47        |
| 10     | Valentin Bresc      | Frankrijk           | 18.47        |

| Plaats | Land                                                         | Punten           |
| ------ | ------------------------------------------------------------ | ---------------- |
|        | Noorwegen Jakob Ingebrigtsen Simen Halle Haugen Håkon Stavik | 1 + 5 + 22 = 28  |
|        | Verenigd Koninkrijk Jake Heyward Isaac Akers Matthew Willis  | 4 + 12 + 14 = 30 |
|        | Duitsland Mohamed Mohumed Nick Jäger Dominik Müller          | 6 + 9 + 23 = 38  |

### Vrouwen onder 20
| Plaats | Atleet            | Land                | Tijd (min.s) |
| ------ | ----------------- | ------------------- | ------------ |
|        | Nadia Battocletti | Italië              | 13.46        |
|        | Delia Sclabas     | Zwitserland         | 13.47        |
|        | Inci Kalkan       | Turkije             | 13.48        |
| 4      | Jasmijn Lau       | Nederland           | 13.51        |
| 5      | Amelia Quirk      | Verenigd Koninkrijk | 13.57        |
| 6      | Carla Gallardo    | Spanje              | 13.58        |
| 7      | Khahisa Mhlanga   | Verenigd Koninkrijk | 14.00        |
| 8      | Emma O'Brien      | Ierland             | 14.01        |
| 9      | Sarah Healy       | Ierland             | 14.03        |
| 10     | Famke Heinst      | Nederland           | 14.04        |

| Plaats | Land                                                         | Punten           |
| ------ | ------------------------------------------------------------ | ---------------- |
|        | Verenigd Koninkrijk Amelia Quirk Khahisa Mhlanga Grace Brock | 5 + 7 + 11 = 23  |
|        | Nederland Jasmijn Lau Famke Heinst Roos Blokhuis             | 4 + 10 + 14 = 28 |
|        | Turkije Inci Kalkan Emine Akbingöl Derya Kunur               | 3 + 17 + 19 = 39 |

## Organisatie
De organisatie ontving een subsidie van € 240.000 van het Ministerie van VWS, in het kader van de subsidieregeling van topsportevenementen.